# Monster High: Fantasmagóricas
Monster High: Haunted (también titulada Fantasmagóricas en España o Embrujadas en Hispanoamérica) es una película infantil animada de fantasía y aventuras 20 de marzo de 2015 estrenada en video casero el 17 de abril, dirigido por William Lau y escrita por Keith Wagner sobre fantasmas.

## Trama
En la escena posterior a los créditos, los monitores se cuelan en la mansión del coco juegan con las arenas convirtiéndose en sólidos. Incluso después de que Twyla los encontrara quedando asombrada pero ella los acepta antes de irse a la cama a dormir, continuaron los monitores de fiesta.

## Reparto
| Personaje           | Actor Original (EE. UU.) | Actor de voz (Hispanoamérica - DVD) |
| ------------------- | ------------------------ | ----------------------------------- |
| Spectra Vondergeist | Erin Fitzgerald          | Diana Alonso                        |
| Porter Paintergeist | Todd Haberkorn           | Carlos Díaz                         |
| Rochelle Goyle      | Erin Fitzgerald          | Melissa Gedeón                      |
| Draculaura          | Sue Swan                 | Hiromi Hayakawa                     |
| Clawdeen Wolf       | Celeste Henderson        | Carla Castañeda                     |
| Twyla               | Joni Goode               | Betzabe Jara                        |
| Sirena Von Boo      | Paula Rhodes             | Mireya Mendoza                      |
| Vandala Doubloons   | Haviland Stillwell       | Karen Vallejo                       |
| River Styxx         | Ashley Peterson          | Erika Ugalde                        |
| Kiyomi Haunterly    | Joy Lerner               | Gaby Albo                           |
| Operetta            | Cindy Robinson           | Claudia Motta                       |
| Johnny Spirit       | Evan Smith               | Manuel Campuzano                    |
| Scarah Screams      | Erin Fitzgerald          | Jessica Ángeles                     |
| Toralei Stripe      | America Young            | Analiz Sánchez                      |
| Frankie Stein       | Kate Higgins             | Karla Falcón                        |
| Cleo de Nile        | Celeste Henderson        | Valentina Souza                     |
| Lagoona Blue        | Laura Bailey             | Adriana Núñez                       |
| Heath Burns         | Cam Clarke               | Javier Olguín                       |
| Toralei Stripe      | America Young            | Analiz Sánchez                      |
| Deuce Gorgon        | Evan Smith               | Diego Ángeles                       |
| Clawd Wolf          | Marcus Griffin           | Daniel del Roble                    |
| Manny Taur          | Audu Paden               | Héctor Emmanuel Gómez               |
| Iris Clops          | Paula Rhodes             | Claudia Contreras                   |
| HooDude VooDoo      | Cam Clarke               | Luis Leonardo Suárez                |